# 米村喜男衛
米村 喜男衛（よねむら きおえ、1892年（明治25年） - 1981年（昭和56年））は、日本の考古学者、理容師。青森県生まれ。理髪店を営みながら、在野の考古学者として活動し、日本人類学会評議員などを務める。北海道網走市のモヨロ貝塚の発見を通じ、オホーツク文化の存在を知らしめた功績から、網走市名誉市民の称号や青森県知事表彰、北海道新聞文化賞を受けている。

## 経歴
1892年、青森県南津軽郡藤崎町に生まれる。1903年、奉公に出る。やがて理髪店に勤めながら、遺跡の発掘調査に参加する。1913年、たまたま訪れた網走市の網走川河口付近でモヨロ貝塚を発見。網走に移住し理髪店を営みながら、発掘作業を開始。1936年、発見したモヨロ貝塚が国の史跡となる。1936年、貝塚の資料を展示する北見郷土館（現 網走市立郷土博物館）が開館する。1954年、ユネスコ主催の国際セミナーに日本代表として出席。

## 子孫
長男の米村哲英、孫の米村衛も考古学者。